# Tornado Alicia Black
Tornado Alicia Black (Boca Raton, 12 mei 1998) is een tennisspeelster uit de Verenigde Staten. Zij begon met tennis toen zij drie jaar oud was. Haar favoriete ondergrond is hardcourt en gravel. Zij speelt rechtshandig en heeft een tweehandige backhand.
In 2012 speelde zij haar eerste ITF-toernooi op Hilton Head Island (VS). In 2013 bereikte zij de meisjesenkelspelfinale van de US Open. In 2014 had zij haar grandslamdebuut op de US Open in het vrouwendubbelspel en in het gemengd dubbelspel.

## Posities op deWTA-ranglijst
Positie per einde seizoen:
| jaartal | ranking enkelspel | ranking dubbelspel |
| ------- | ----------------- | ------------------ |
| 2013    | 954               | –                  |
| 2012    | 910               | –                  |

## Prestatietabel grandslamtoernooien
| Legenda | Legenda                          |
| ------- | -------------------------------- |
| g.t.    | geen toernooi gehouden           |
| l.c.    | lagere categorie                 |
| –       | niet deelgenomen                 |
| G       | uitgeschakeld in de groepsfase   |
| 1R      | uitgeschakeld in de eerste ronde |
| 2R      | uitgeschakeld in de tweede ronde |
| 3R      | uitgeschakeld in de derde ronde  |
| 4R      | uitgeschakeld in de vierde ronde |
| KF      | uitgeschakeld in de kwartfinale  |
| HF      | uitgeschakeld in de halve finale |
| F       | de finale verloren               |
| W       | het toernooi gewonnen            |
| w-v     | winst/verlies-balans             |

### Vrouwendubbelspel
| Toernooi        | 2014 |
| --------------- | ---- |
| Australian Open | –    |
| Roland Garros   | –    |
| Wimbledon       | –    |
| US Open         | 1R   |

### Gemengd dubbelspel
| Toernooi        | 2014 |
| --------------- | ---- |
| Australian Open | –    |
| Roland Garros   | –    |
| Wimbledon       | –    |
| US Open         | 1R   |